# Insentiraja subtilispinosa
Insentiraja subtilispinosa is een vissensoort uit de familie van de Arhynchobatidae. De wetenschappelijke naam van de soort is voor het eerst geldig gepubliceerd in 1989 door Stehmann.